# Géographie du tourisme
 (novembre 2014).

Classement des dix plus grands pays touristiques du monde

La géographie du tourisme est une branche de la géographie économique qui étudie la répartition des activités touristiques, et donc la manière dont ces différentes activités jouent dans l'organisation des espaces. La géographie du tourisme tente de définir les différents types d'espaces de loisirs, de stations touristiques ainsi que les flux de touristes à l'échelle planétaire.
Le tourisme est une activité récente et très localisée. L'ensemble des activités liées au tourisme est très varié ; il dépend de la manière dont les individus jouissent de ces dernières sur un site donné mais il renvoie directement à l'idée d'économie culturelle de l'espace (Wakerman).
Tout le tourisme lié à l'environnement est en réalité surtout dépendant des aménagements humains, à savoir les infrastructures d'accueil et de transport qui conditionne l'accès, l'hébergement et les équipements de loisirs. Le tourisme balnéaire a certes besoin de belles plages ensoleillées, le tourisme montagnard de montagnes, et le thermalisme de sources thermales, mais ils existent surtout grâce à la construction de stations touristiques (stations balnéaires, stations de sports d'hiver, station thermales), et à leur desserte par des autoroutes, des voies ferrées ou des aéroports. Même le tourisme vert, qui a une répartition plus diffuse sur le territoire, est en grande partie lié à l'hébergement et à la mise en valeur du patrimoine (culture) naturel ou humain par des itinéraires et une signalétique convenables.
D'autre part, toute une partie du tourisme est liée avant tout à des activités humaines (même si bien sûr la localisation d'une ville ou d'un champ de bataille est aussi liée à sa situation et à son site) : le tourisme culturel s'intéresse surtout au patrimoine architectural des villes et des villages et aux musées, mais aussi à des évènements culturels (spectacles, expositions) ; le tourisme de la mémoire s'intéresse non seulement aux lieux où se sont déroulés des évènements historiques, mais aussi aux lieux de commémoration ; les pèlerinages drainent toujours des millions de fidèles ; les villes de jeu attirent de nombreux joueurs.
Le tourisme a un fort impact sur les régions touristiques. Il crée beaucoup d'emplois, mais ce sont souvent des emplois saisonniers ou peu payés. Il a enrichi certaines régions (la neige était une malédiction pour les montagnards qui étaient traditionnellement pauvres, elle est devenue l'« or blanc » pour les régions de sports d'hiver), néanmoins les aménagements liés au tourisme peuvent aussi défigurer le paysage. La valeur foncière des zones touristiques est élevée, ce qui ravit les propriétaires mais provoque des difficultés de logement pour les plus modestes, quand ce n'est pas des affaires de corruption. Malgré la richesse qu'ils génèrent, les sentiments des habitants des zones touristiques peuvent être hostiles aux touristes, en raison des nuisances apportées par cette activité, voire du comportement de certains touristes. Si les grands centres du tourisme culturel jouissent d'une très bonne image de marque, et parfois même d'un prestige considérable, cela est moins fréquent pour le tourisme lié à la mer et au soleil (bien que certains sites naturels exceptionnels soient mondialement connus), et hors saison, les stations touristiques qui ont une activité saisonnière ont parfois des allures de ville fantôme.
Le tourisme de masse ne concerne que des régions assez limitées de la planète. Les touristes proviennent essentiellement des pays riches, et les régions touristiques se trouvent également pour la plupart dans les pays développés, pour des raisons de proximité, mais également car les investissements nécessaires au développement du tourisme sont élevés. Toutefois le tourisme se développe aussi dans les pays en voie de développement, en raison de leur cadre naturel (le soleil, les palmiers, la plage) ou de leur richesse patrimoniale (Égypte), du faible coût de la main d'œuvre locale et le la baisse du coût du transport aérien. Mais les zones touristiques constituent souvent des îlots isolés dans les pays pauvres, et les touristes sont souvent peu en contact avec la population locale. Toutefois la présence de nombreux touristes occidentaux parmi les victimes du tsunami qui a touché les côtes de l'océan Indien en 2004 semble avoir contribué à favoriser la solidarité avec les habitants des régions dévastées.
La géographie touristique peut étudier également la perception des touristes sur l'espace notamment par l'étude de la découverte d'un espace étranger.
Étude du "capital mobilité" qui analyse la perception de l'espace visité par les touristes en fonction de leur expérience. Par exemple un "globe trotteur" ne suivra sans doute plus les chemins touristiques "classiques" il ne fréquentera pas les mêmes lieux.